# 잭 플래어티
잭 레이프 플래어티(Jack Rafe Flaherty, 1995년 10월 15일 ~ )는 메이저 리그 베이스볼의 디트로이트 타이거스를 위하여 투수로 활약하는 미국의 프로 야구 선수이다.  그는 이전에 메이저 리그 베이스볼에서 세인트루이스 카디널스, 볼티모어 오리올스와 로스앤젤레스 다저스를 위하여 활약하였다.  플래어티는 2014년 메이저 리그 베이스볼 드래프트의 첫 라운드에서 카디널스에 의하여 선발되었고 2017년 그 팀과 함께 메이저 리그 데뷔를 하였다.

## 아마추어 경력
플래어티는 자신의 투수 코치가 훗날의 메이저 리그 베이스볼 투수 코치 이선 캐츠였던 캘리포니아주 로스앤젤레스에 있는 하버드웨스트레이크 학교에서 수학하였다.  그는 하버드웨스트레이크에서 자신의 전체 4년 세월을 위하여 대학 야구 팀의 일원으로서 투수를 지내면서 유격수와 3루수로 활약하였다. 자신의 2명의 고등학교 동료 선수들이자 동료 투수들 맥스 프리드와 루커스 지올리토가 둘다 2012년 메이저 리그 베이스볼 드래프트의 첫 라운드에서 징집되었을 때 그는 2학년생이었다.  2013년 주니어로서 플래어티는 10개의 볼넷을 가진 동안 0.63의 평균자책점과 13 승 0 패의 기록을 투구하여 89개의 이닝에서 112명의 타자들을 스트라이크아웃 시켰다.  그의 시니어 시즌 동안 하버드웨스트레이크는 순위에서 완전히 빠지기 전에 시즌의 시작의 거의 MaxPres "최고 50"에 국가에서 최고의 팀이었다.
플래어티는 2013년 U-18 야구 월드컵에서 미국 야구 국가대표팀을 위하여 활약하여 토너먼트에서 금메달을 획득하는 도움을 주는 데 10과 3분의 1 이닝들을 투구하였다.
2014년 4월 29일 플래어티는 2년 20 승 0 패의 기록을 가져오는 데 비숍 앨러매니 고등학교에 2 대 1의 승리에 완료 경기를 투구하였다.  자신의 마지막 2개의 시즌에 그의 기록은 전체 23 승 0 패였다.  그는 로스앤젤레스 타임스 올해의 선수와 더불어 올해의 서던 섹션 디비전 I 선수로 임명되는 길에 0.63의 평균자책점과 10 승 0 패의 기록과 함께 2014년 정규 시즌을 끝냈다.  그는 겨우 32개의 안타와 12개의 볼넷 만을 내준 동안 78개의 이닝을 투구하고 125명의 타자들을 스트라이크아웃 시켰다.  그의 고등학교 경력의 마지막 경기이기도 했던 플레이오프의 첫 경기에서 그는 리버사이드 노스를 상대로 노히터를 던졌다.  그는 그후에 캘리포니아주를 위하여 야구에서 2014년 게이터레이드 올해의 선수로 임명되었다.  로스앤젤레스 타임스는 그를 자신들의 올해의 야구 선수로 선발하였다.  투수판에 자신의 4년 세월에 그의 기록은 35 승 3 패였다.

## 프로 경력

### 세인트루이스 카디널스 (2014년-2023년)

#### 마이너 리그
플래어티가 노스캐롤라이나 대학교에 진학할 생각의 편지를 서명했어도 그는 세인트루이스 카디널스가 2014년 메이저 리그 베이스볼 드래프트의 전체 34번째 선발과 함께 첫 라운드에서 그를 징집한 후 자신의 프로 경력을 시작하였다.  그 일은 카를로스 벨트란이 자유 계약 선수로서 뉴욕 양키스와 계약을 맺었을 때 카디널스가 얻은 보상 선택이었다.  6월 17일 플래어티는 카디널스와 2백만 달러 보너스를 위하여 계약을 맺고 자신이 투구한 22와 3분의 2 이닝에서 1.59의 평균자책점을 게시힌 걸프코스트 리그의 카디널스와 함께 자신의 마이너 리그 베이스볼 경력을 시작하였다.  2015년 그는 자신이 18개의 출발 경기들에서 2.84의 평균자책점과 함께 9 승 3 패였던 페오리아 치프스를 위하여 활약하였다.  2016년 시즌에 대비하여 베이스볼 아메리카는 그를 카디널스 시스템에서 3번째로 최고의 전망으로서 그를 순위에 놓았다.  그는 팜비치 카디널스와 함께 시즌을 보냈다.  그들의 업데이트된 2016년 미드시즌 순위에서 베이스볼 아메리카는 플래어티를 88위에서 처음으로 최고 100명 안에서 평가하였다.  팜비치에서 24개의 경기들 (그중 23개는 출발 경기)에서 플래어티는 3.56의 평균자책점과 함께 5 승 9 패였다.
플래어티는 2017년 시즌을 스프링필드 카디널스와 시작하였고 10개의 출발 경기들에서 1.42의 평균자책점과 함께 7 승 2 패의 기록을 게시한 후, 그는 자신이 15개의 출발 경기들에서 2.74의 평균자책점과 함께 7 승 2 패였던 멤피스 레드버즈로 승진되었다.  결합된 플래어티는 148과 3분의 2 이닝에서 147명을 스트라이크아웃 시키고 35개의 볼넷을 가졌다.

#### 메이저 리그

##### 2017년

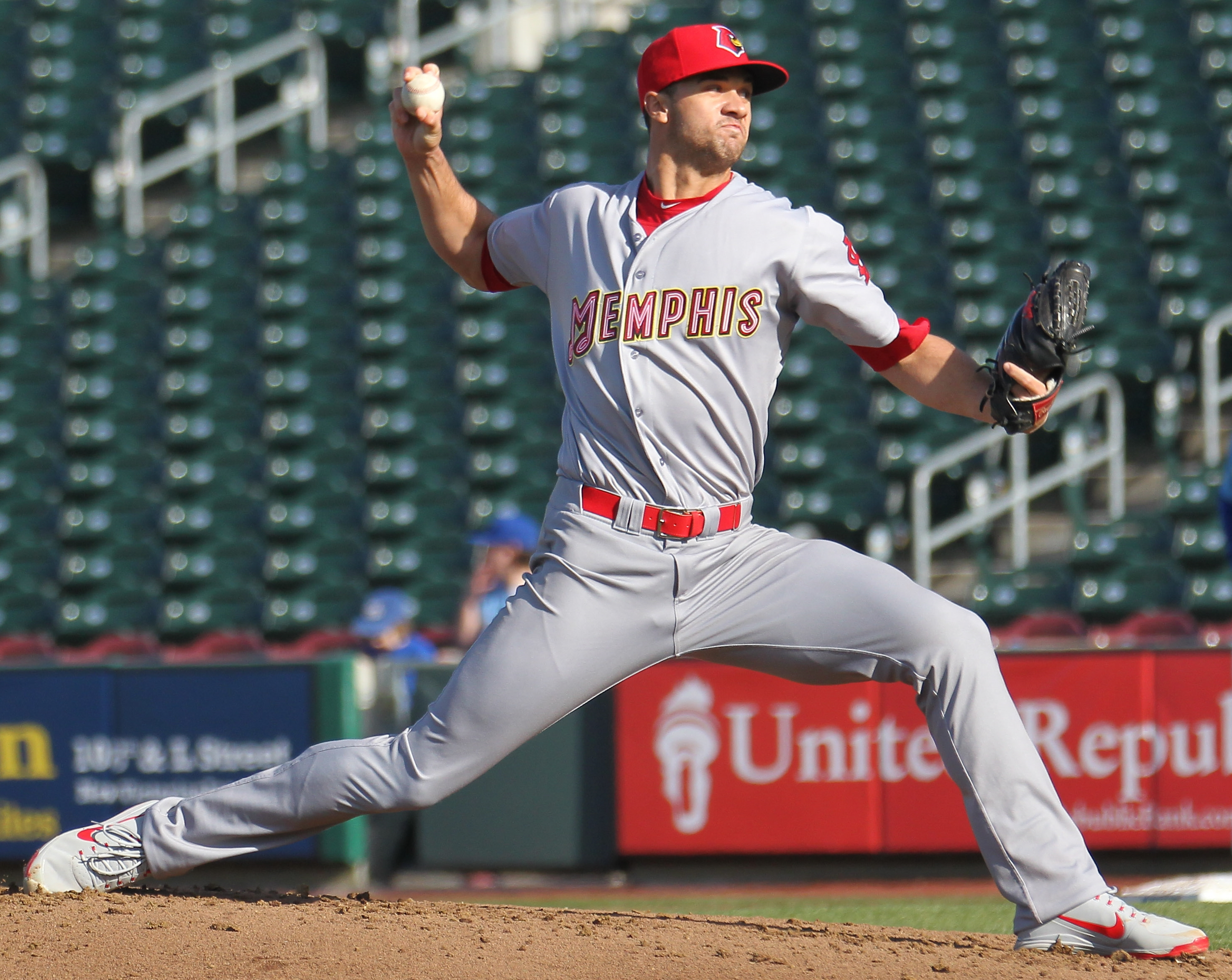
2018년 멤피스 레드버즈와 함께

2017년 9월 1일 플래어티는 샌프란시스코 자이언츠를 상대로 자신의 메이저 리그 베이스볼 데뷔를 하는 데 메이저 리그로 승진되었다.  그는 4개의 이닝을 투구하고 5개의 득점을 내주고 결국적 11 대 6의 우승에서 결정을 받지 않았던 동안 6명을 스트라이크아웃 시켰다.  처음에 그는 자신이 향한 데나드 스판을 스트라이크아웃 시켰다.  플래어티는 투구한 21과 3분의 1 이닝에서 6.33의 평균자책점과 함께 0 승 2 패로 시즌을 끝냈다.  시즌 후에 카디널스는 플래어티를 그들의 2017년 올해의 마이너 리그 투수로 임명하였다.

##### 2018년
2018년 3월 25일 카디널스는 부상을 당한 애덤 웨인라이트으 자리에 플래어티가 오프닝 데이 로스터를 이루었다는 것을 공고하였다.  웨인라이트가 한번 활동적이었을 때 4월 4일 그는 멤피스로 돌아가는 데 선택되었다.  그는 5월 회전에서 부상을 당한 웨인라이트의 자리를 차지하기 전에 그는 재소집되어 한번 더 선택되었다.
2018년 5월 20일 플래어티는 자신의 첫 메이저 리그 우승을 얻었다.  120개의 투구를 던진 그는 부시 스타디움에서 필라델피아 필리스에 5 대 1의 우승에서 하나의 자책점을 내주고, 13명을 스트라이크아웃 시키고, 하나의 볼넷을 가졌고 2개의 안타 만을 내주었다.  그는 28개의 출발 경기들에서 8 승 9 패의 기록과 3.34의 평균자책점과 함께 자신의 2018년 신인 선수의 한해를 끝냈다.

##### 2019년
플래어티는 4.64의 평균자책점과 함께 시즌의 후반기에 들어갔으나 올스타 브레이크에 이어 그는 밥 깁슨과 제이크 아리에타 만의 뒤로 메이저 리그 역사상 3번째로 가장 낮은 0.91의 평균자책점을 양보하였다.  그는 0.71의 평균자책점과 함께 5 승 1 패로 간 후 8월을 위하여 이번달의 내셔널 리그 투수로 임명되었고 9월에 44개의 이닝에 0.82의 평균자책점과 함께 또다시 상을 수상하였다.  그는 33개의 출발 경기들에 11 승 8 패의 기록과 2.75의 평균자책점과 함께 2019년 시즌을 끝내 196과 3분의 1 이닝에 231명을 스트라이크아웃 시키면서 최소한 240명을 스트라이크아웃 시키고 2.75 혹은 그것보다 낮은 평균자책점과 함께 55개 혹은 그것보다 적은 볼넷을 가지는 데 야구 역사상 3번째 최연소 투수가 되었다.  시즌에 이어 그는 자신의 처음이자 마지막 골드글러브를 위하여 후보로 지명되었고 내셔널 리그 사이 영 상 투표에서 4위를 하였다.  그는 그해 올MLB 세컨드 팀에 임명되기도 했다.  그는 이 시즌에 자신의 포스트시즌 데뷔를 이루어 애틀랜타 브레이브스를 상대로 내셔널 리그 디비전 시리즈에서 2개의 출발을 이루어 16명을 스트라이크아웃 시킨 동안 13개의 이닝에서 4개의 득점을 허용하였다.  그는 또한 워싱턴 내셔널스를 상대로 내셔널 리그 챔피언십 시리즈에서 하나의 출발을 이루어 4개의 이닝에서 4개의 득점을 내주었다.

##### 2020년
플래어티는 코로나19 범유행으로 짧아진 2020년 시즌을 여는 데 자신의 첫 오프닝 데이 시작을 이루었다.  그는 자신이 4.91의 평균자책점과 함께 4 승 3 패로 가고 40과 3분의 1 이닝에서 49명을 스트라이크아웃 시켰던 9개의 경기들을 시작하였다.  그는 또한 와일드 카드 시리즈에서 하나의 시작을 이루어 6개의 이닝에서 단 하나의 득점을 허용했으나 카디널스가 샌디에이고 파드리스에 의하여 폐쇄되었을 때 패배를 가져갔다.

##### 2021년
2021년 시즌에 대비하여 플래어티는 카디널스에 연봉 조정을 소송을 이기고 그는 카디널스가 제출한 3백만 달러의 연봉으로 반대하면서 390만 달러를 만들었다.  그는 2연속 오프닝 데이 시작을 이루고 5월 8일 그는 콜로라도 로키스의 출발 선수 오스틴 곰버에 자신이 첫 경력 홈런을 쳤다.  5월 31일 그는 타구한 동안 복사근의 좌상을 겪은 후 자신의 경력 최초로 부상자 명단에 놓였다.  8월 13일 그는 팀으로 돌아왔으나 오른쪽 어깨 긴장과 함께 8월 25일 다시 한번 부상자 명단에 놓였다.  9월 24일 그는 활동적이었다.
2021년 시즌을 위하여 플래어티는 17개의 경기들 (그중 15개는 출발 경기)에 나와 3.22의 평균자책점, 85개의 스트라이크아웃과 78과 3분의 1 이닝에 26개의 볼넷과 함께 9 승 2 패로 갔다.

##### 2022년
3월 22일 플래어티는 연봉 조정을 피하는 데 카디널스와 함께 1년, 5백만 달러의 계약을 맺었다.  그는 봄 훈련과 시즌의 시작 동안 그를 제외한 오른쪽 어깨 부상과 함께 시즌 거래에 들어갔다.  6월에 3개의 출발을 이루고 5.66의 평균자책점으로 분투한 후, 그는 어깨 긴장과 함께 자신의 3번째 출발 경기를 떠나고 후에 7월 11일 60일간 부상자 명단에 놓였다.  그는 9월 5일 다시 활동적이었고 9개의 출연에 4.25의 평균자책점과 함께 시즌을 끝냈다.

##### 2023년

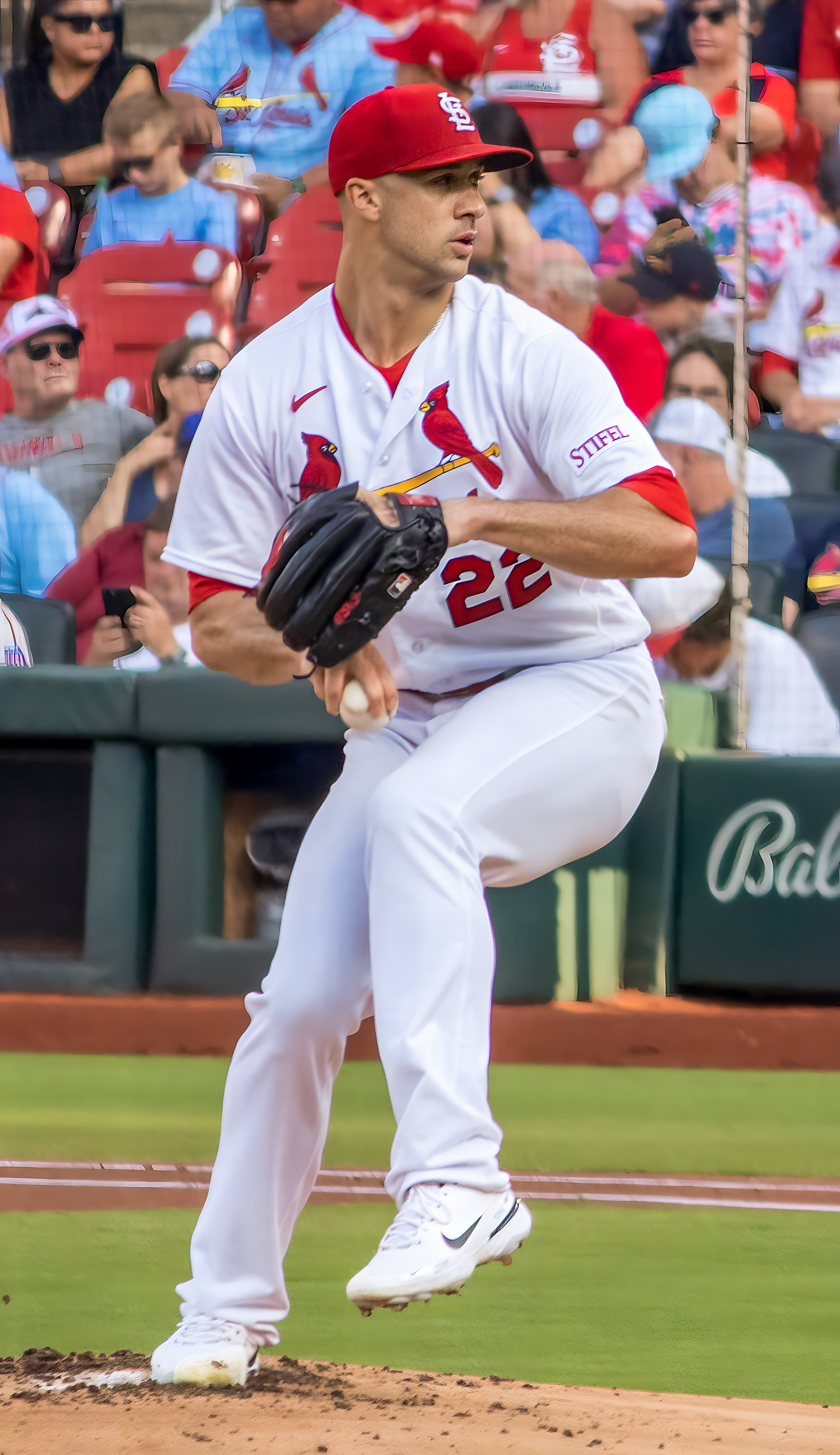
2023년의 플래어티

2023년 1월 13일 플래어티는 1년, 540만 달러의 계약으로 동의하여 다시 연봉 조정을 피하였다.  그는 4.43의 평균자책점과 106개의 스트라이크아웃과 함께 카디널스와 함께 20개의 출발 경기를 이루었다.

### 볼티모어 오리올스 (2023년)
2023년 8월 1일 플래어티는 전망 선수들 세사르 프리에토, 드루 롬과 잭 쇼월터를 위한 교환에서 볼티모어 오리올스로 이적되었다.  이틀 후에 그는 토론토 블루제이스를 상대로 자신의 올올스 데뷔에 우승을 얻는 데 6개의 이닝에서 하나의 득점을 허용하였다.  그는 정규 시즌에 오리올스를 위하여 9개의 출연 (7개의 출발 경기)에서 6.75의 평균자책점과 함께 1 승 3 패였고 텍사스 레인저스를 상대로 아메리칸 리그 디비전 시리즈에서 구원의 2개의 이닝에서 2개의 안타에 하나의 득점을 허용하였다.

### 디트로이트 타이거스 (2024년)
2023년 12월 20일 플래어티는 디트로이트 타이거스와 함께 1년, 1천 4백만 달러의 계약을 맺었다.  2024년 타이거스를 위하여 18개의 출발 경기들에서 그는 2.95의 평균자책점과 133개의 스트라이크아웃과 함께 7 승 5 패로 갔다.

### 로스앤젤레스 다저스 (2024년)
2024년 7월 30일 타이거스는 마이너 리그 전망 선수들 타이론 리란소와 트레이 스위니를 위한 교환에서 플래어티를 로스앤젤레스 다저스로 이적시켰다.  그는 6 승 2 패의 기록, 3.58의 평균자책점과 61개의 스트라이크아웃과 함께 다저스를 위하여 10개의 출발 경기를 이루었다.
플래어티는 파드리스를 상대로 2024년 내셔널 리그 디비전 시리즈의 두번째 경기를 투구하여 5와 3분의 1 이닝에서 4개의 득점을 허용한 동안 패배를 가져갔다.  그는 첫 이닝에 페르난도 타티스 주니어에게 솔로 홈런을, 그리고 4번째 이닝에서 다비드 페랄타에게 2점 홈런을 허용하였다.  자신의 두번째 포스트시즌 시작에서 뉴욕 메츠를 상대로 2024년 내셔널 리그 챔피언십 시리즈의 오프닝 경기에서 그는 다저스의 완봉승에서 7개의 무득점 이닝을 투구하였다.  하지만 자신의 5번째 경기 시작에서 플래어티는 자신의 경력의 최악의 출발 경기들 중 하나를 가져 리드오프 1루타와 피트 알론소에 의하여 3점 홈런으로 이끈 경기를 여는 데 하나의 볼넷을 허용하였다.  3개의 이닝들에서 그는 8개의 안타와 4개의 볼넷에 8개의 득점을 허용하였다.  부족한 시작에 불구하고 그는 뉴욕 양키스를 상대로 2024년 월드 시리즈의 오프닝 경기를 시작하는 데 선택되었다.  그는 6번째 이닝에서 잔카를로 스탠턴에게 2점 홈런을 허용하기 전에 5개의 이닝을 위하여 양키스를 봉쇄하였다.  전체로 그는 5와 3분의 1 이닝에서 6개의 스트라이크아웃과 함께 5개의 안타에 2개의 득점 만을 허용하였다.  그는 월드 시리즈의 자신의 두번째 출발에서 부족하게 상연하여 5번째 경기에서 투구한 1과 3분의 1 이닝 만에서 2개의 홈런들에 4개의 득점을 허용하였다.  그의 상연에 불구하고 다저스는 경기와 시리즈를 우승하는 데 돌아왔다.

### 타이거스와 두번째 병역 (2025년-현재)
2025년 2월 7일 플래어티는 타이거스로 돌아가는 데 2년, 3천 5백만 달러의 계약을 맺었다.  5월 22일 플래어티는 클리블랜드 가디언스를 상대로 첫 이닝의 정상에서 호세 라미레스를 스트라이크아웃 시켰을 때 자신의 1,000번째 경력 스트라이크아웃을 기록하였다.

## 개인 생활
플래어티는 자신이 3주 되었을 때 아일린 플래어티에 의하여 입양되었다.  플래어티는 가톨릭교도이다.  그는 혼혈인이고 흑인으로 식별하며 Black Lives Matter 운동과 다른 사회 정의 운동들을 지지하는 것에 활동적으로 연루되어 왔다.